# Rosamunda

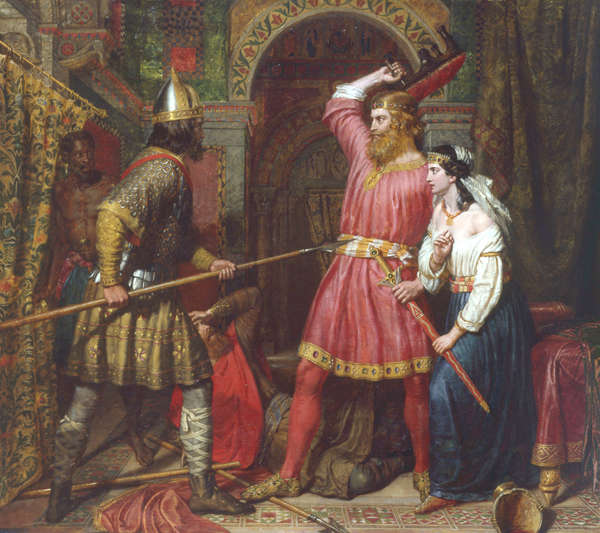
Rosamunda y el asesinato de Alboino.

Rosamunda fue una princesa gépida del siglo VI. Hija de Cunimundo, último rey de los gépidos, fue esposa del rey Alboino rey de los lombardos, quien había derrotado a su padre. Según la tradición fue la instigadora del asesinato de su marido por venganza, al haberla obligada Alboino a beber el vino de la victoria en el cráneo de su propio padre. 

## Vida
Rosamunda nació en un reino en crisis, ya que el pueblo gépido había estado librando una batalla perdida contra los lombardos desde 546, primero en el contexto de una alianza lombarda-romana oriental, y luego contra los lombardos y los nómadas ávaros. Estas guerras le habían quitado la vida no solo a su abuelo, el rey Thurisind, sino también a su tío, Thurismund, los cuales sirvieron para establecer un odio de larga data hacia los lombardos en su padre, Cunimundo, que él le transmitió. 
Este odio fue lo que generó la guerra final de los gépidos, cuando Cunimundo intentó recuperar las tierras perdidas contra los lombardos. La guerra, sin embargo, cambió rápidamente, y en 567, el reino gépido sería completamente sometido por una mezcla de fuerzas lombardas y ávaras, su padre fue decapitado y ella, junto con muchos otros gépidos, fue tomada prisionera de los lombardos (ver Guerra Lombardo-Gépida (567)). Sin embargo, en un intento por asegurar un heredero varón y tras la muerte de su primera esposa, Clotsuinda de Frankia, Alboin la tomó como esposa. Alboin se destacó por su crueldad hacia ella; su acto de crueldad más famoso fue relatado por Paulus Diaconus, quien afirma que en un banquete real en Verona, Alboin la obligó a beber del cráneo de su padre muerto (que él llevaba alrededor de su cinturón), invitándola a "beber alegremente con su padre". 
Después de esto, comenzó a conspirar para asesinar a su esposo. Así, Rosamunda se reunió con el portador de armas del rey y su amante, Helmichis, quien le sugirió utilizar a Peredeo, "un hombre muy fuerte", para llevar a cabo el magnicidio. Peredeo se negó a ayudar, y esa noche tuvo relaciones sexuales por error con Rosamund, quien estaba disfrazada de sirvienta. Después de enterarse de que había cometido adulterio con la esposa de su rey, Peredeo accedió a participar en un intento de asesinato por temor a la retribución del rey. Después de la gran fiesta, Alboin se fue a la cama ebrio, momento en el que Rosamunda ordenó que la espada del rey fuera atada al poste de su cama, de modo que si se despertaba en medio del intento de asesinato, estaría indefenso. Alboin se despertó, solo para encontrarse desarmado. Se defendió de sus atacantes temporalmente con un taburete, pero fue asesinado. Debido en parte al trabajo de Paulus Diaconus, parece haber cierta confusión sobre quién mató realmente a Alboin, con Helmichis y Peredeo asignados como únicos asesinos.

Inmediatamente después, Helmichis planeó casarse con Rosamunda y usurpar el trono reclamando la realeza. Sin embargo, este plan obtuvo poco apoyo de los diversos ducados del reino lombardo, por lo que Rosamunda, Helmichis y Albsuinda, la hija de Alboin y su primera esposa, huyeron juntos a la fortaleza romana oriental de Ravena con una gran parte de los tesoros privados de Alboin. Rosamunda y Helmichis se casaron en Rávena, pero pronto se separaron cuando Rosamunda, en un intento por ganarse su favor, tomó como amante a Longinus, el exarca, que los había ayudado a planear el asesinato de Alboin. A instancias de Longinus, quien prometió casarse con ella, intentó asesinar a su antiguo amante Helmichis envenenándolo, entregándole la bebida después de que se había lavado; sin embargo, fue asesinada por Helmichis, quien la obligó a beber el veneno antes de suicidarse por los mismos medios.
- Datos: Q260848
- Multimedia: Rosamund / Q260848